# Baryłka

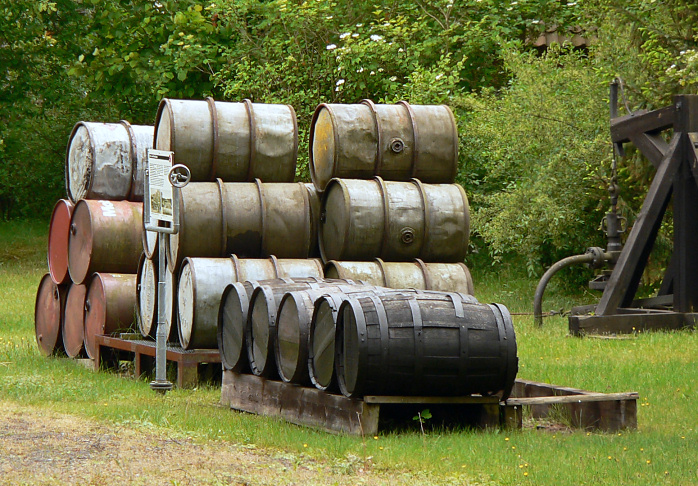
Beczki o pojemności jednej baryłki

Baryłka (ang. barrel) – jednostka objętości (ok. 159 l) cieczy i ciał sypkich, poza krajami anglosaskimi używana głównie w handlu ropą naftową.
- 1 baryłka ropy naftowej (skrót: 1 bbl) = 42 galony amerykańskie = 158,987295 l (~159 l) – standardowa jednostka objętości w przemyśle naftowym.
- 1 baryłka brytyjska (skrót: 1 Imp.bl.) = 36 galonów brytyjskich = 163,6416 l (~164 l) – używana w Wielkiej Brytanii w handlu piwem.